# Osvaldo Barbieri
Osvaldo Barbieri, noto anche con lo pseudonimo di Bot (Piacenza, 17 luglio 1895 – Piacenza, 9 novembre 1958), è stato un pittore italiano.

## Biografia
Osvaldo Barbieri (poi Barbieri Oswaldo Terribile, BOT) nasce a Piacenza il 17 luglio 1895. Segue in modo irregolare i corsi di Francesco Ghittoni all'Istituto d'Arte Gazzola di Piacenza. Quindi a Milano alla Società Umanitaria e poi a Brera, sempre con la medesima discontinua modalità.
Allo scoppio della prima guerra mondiale si arruola volontario. Nel 1920 si trasferisce a Genova mantenendosi con i primi lavori che trova, dal verniciatore allo scaricatore di porto. Qui in terra ligure, Bot tenta di presentarsi al pubblico per la prima volta aggregandosi a mostre collettive.
Nel 1926, durante un momentaneo ritorno a Piacenza, si innamora di Enrica Pagani, la porta con sé a Genova e la sposa, per poi rientrare definitivamente nella sua città e concentrarsi definitivamente sull'arte.
Nel 1928 conosce il Futurismo attraverso l'opera di Depero, Fillia, Prampolini. L'anno dopo, 1929, incontra Filippo Tommaso Marinetti che benedice il suo lavoro e a lungo lo sosterrà in alcune mostre milanesi e nella produzione editoriale.
Iniziano importanti esposizioni: per quattro volte alla Galleria Pesaro a Milano in occasione delle mostre futuriste; alla Biennale di Venezia nel 1930 e nel 1932; poi a Parigi, Monaco di Baviera, Atene; nel 1932 e 1933 a Roma allo Spazio Bragaglia. Nel 1929 fonda a Piacenza la Centrale del Futurismo, nel 1930 "La Fionda", una rivista che raccoglie marchi commerciali ridisegnati dall'artista alternandoli a riproduzioni d'arte.
Nel 1934 Italo Balbo, a cui aveva dedicato un'opera intitolata "Aeroritratto di S.E. Balbo", lo chiama in Libia. In Africa la sua visione dell'arte subisce un ulteriore shock: l'atmosfera primitiva, rude e imbevuta di forme fantastiche e magie, una visione della vita lontanissima da quella occidentale, gli ispirano opere del tutto impreviste. Arriva al punto di crearsi un alter ego africano, tale Naham Ben Abiladi, con il quale nel 1935 dipingerà e parteciperà a mostre, nascondendo la sua vera identità e spacciandolo per un artista conosciuto in Africa.
In due momenti, 1934 e 1937, dipinge il salone e lo scalone del Municipio di Carpaneto Piacentino con le mitologie dell'Italia Fascista. Le sue aereo pitture rendono unica quella che viene definita la "Sala Bot" e accedendo al sito del Comune di Carpaneto Piacentino si può visionare un filmato dedicato a tali opere pittoriche. 
Nel 1940 ritorna con molte difficoltà in Italia e, a causa della guerra, si ritira in campagna dove nasce un nuovo artista: torna ai paesaggi, ma paesaggi eterei, fatti di case diroccate, figure e nature morte che creano atmosfere in un certo senso astratte.
Nel dopoguerra conosce Lucio Fontana ad Albisola, si avvicina alla ceramica e addirittura alla poesia. Allestisce mostre e nel 1951 partecipa alla VI Quadriennale di Roma. Muore a Piacenza il 9 novembre 1958 in povertà.
Tra le sue opere si ricordano i libri Fauna futurista e Flora futurista, con illustrazioni.
Presente nella Galleria d'arte moderna Ricci Oddi di Piacenza, a lui è dedicata una sezione della galleria MiM-Museum in Motion nella torre del Castello di San Pietro in Cerro, nell'omonimo comune della provincia di Piacenza.

## Opere
- Gli animali di Taauruk. Fauna futurista Riproduzioni in facsimile dalla cartella originale conservata in collezione privata, Camoni, Piacenza, 1995
- Flora futurista Ristampa anastatica dell'edizione originale (1930) conservata presso la Galleria d'Arte Moderna Ricci Oddi di Piacenza, Camoni Editore, 1999